# Bibliothèque de l'université d'Helsinki
La bibliothèque de l'université d'Helsinki (finnois : Helsingin yliopiston kirjasto) est une bibliothèque universitaire à  Helsinki en Finlande.

## Présentation
La bibliothèque de l'université d'Helsinki est la plus grande bibliothèque universitaire multidisciplinaire de Finlande. La bibliothèque est un institut indépendant de l'université d'Helsinki et est ouverte à tous les demandeurs d’information.
La bibliothèque universitaire d'Helsinki comprend la bibliothèque principale située dans la maison Kaisa du campus du centre-ville, et les bibliothèques des campus de Kumpula, Meilahti et de Viikki, ainsi que des services de bibliothèque internes. 
Cependant, la bibliothèque nationale reste une institution distincte.

## Galerie

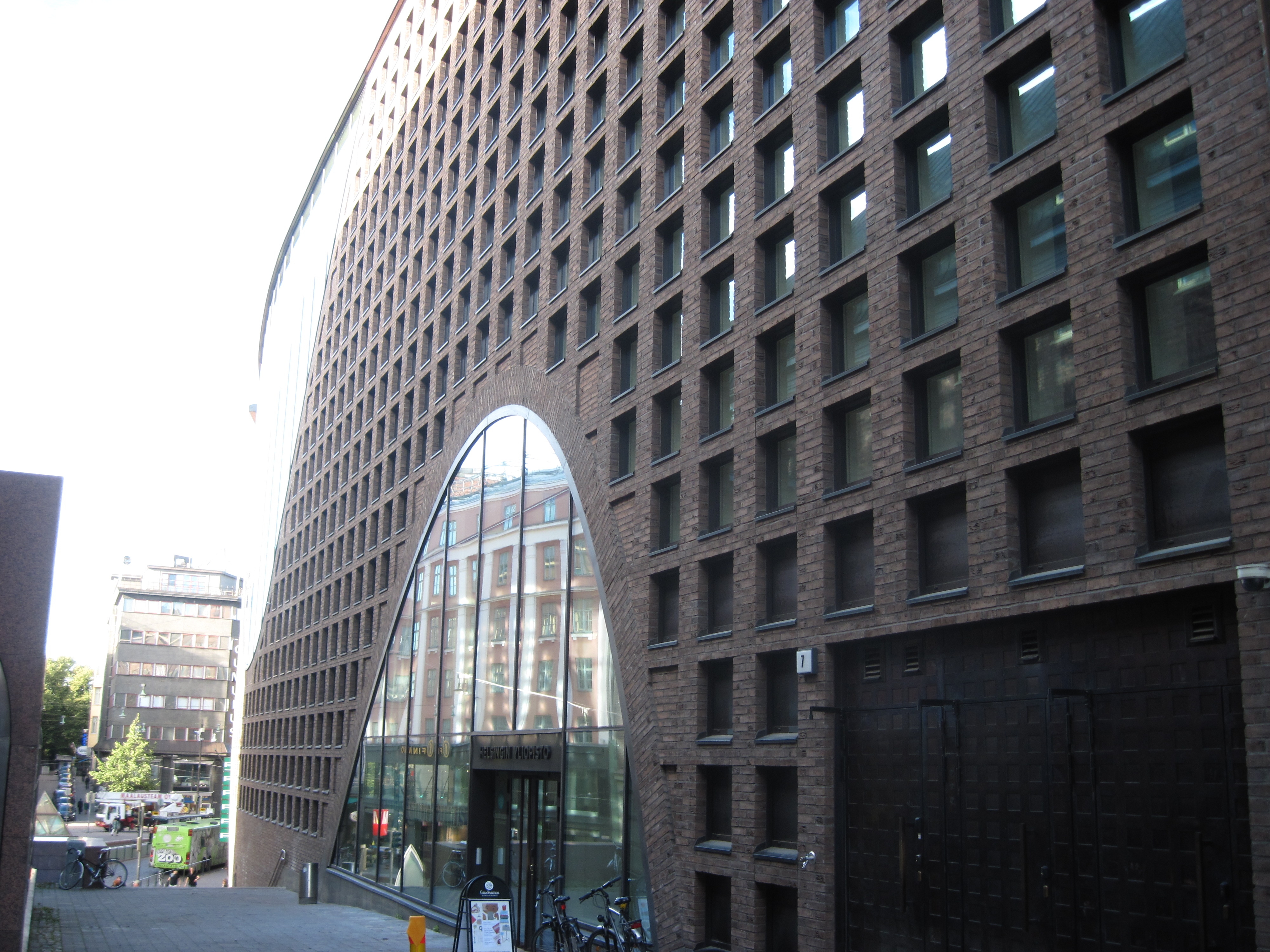
La maison Kaisa